# Meheba - et fristed for flygtninge
|  | Denne artikel er oprettet af botten PalnaBot ud fra en ekstern database. Den kan derfor have sproglige fejl eller mangler. Denne skabelon kan fjernes efter kontrol af indholdet. |

Meheba - et fristed for flygtninge er en film instrueret af J.D. Bitsch-Larsen.

## Handling
Afrika er i en frigørelsesproces fra de tidligere kolonimagter. Dette har skabt store flygtningestrømme. Meheba i Zambia er et af de steder, hvor flygtninge kan få ly. Det er flygtninge fra Angola, der har fundet et fristed her. De opdyrker selv jorden ud fra princippet om hjælp til selvhjælp.